# Riels Mühle (Wüstung)
Die Riels Mühle oder Bongesmühle ist ein ehemaliger Wohnplatz in der Gemarkung Heidenrod-Laufenselden im Rheingau-Taunus-Kreis zwischen den Dörfern Aarbergen-Michelbach und Hohenstein-Burg-Hohenstein.

## Geographische Lage und Geschichte
Die Anlage mit Wohngebäude, Stauweiher und Wassermühle befand sich unmittelbar am Ufer der Aar und war durch einen Steg und über einen unbeschrankten Bahnübergang über die Aartalbahn von der Aarstraße her erreichbar. Ein schmaler Zuweg besteht bis heute von der Hangseite aus. Der Siedlungsplatz fiel 1959 wüst. In der Zeit zwischen 1955 und 1959 unterhielt die "Schullandheim- und Schulsport-Vereinigung Gymnasium am Kurfürstlichen Schloß Mainz e.V." ein kleineres Schullandheim in bzw. bei der Mühle, bevor dieses nach Winterburg im Hunsrück verlegt wurde. Ein Hinweis auf dessen Existenz ist die Ruine einer mehrteiligen Toilettenanlage nahe der Mühlenfundamente.

## Name
Der Name Riels Mühle leitet sich vom Nachnamen einer früher dort ansässigen Familie ab. Nach dem Vornamen einer ehemaligen Bewohnerin namens Elisabeth wird der Platz im Volksbund auch als Riels Bettche bezeichnet. Auch der Name Bongesmühle stammt vermutlich von einem Personennamen.

## Gartenflüchtling Bärlauch
Der ehemalige Wohnplatz ist Ursprung eines der größten Bärlauch-Vorkommen in der Region, das sich über 2,46 Hektar erstreckt und sich über 100 Höhenmeter den bewaldeten Talhang hinaufzieht. Eine Kultivierung im ehemaligen Mühlengarten kann als Ausgangspunkt des Vorkommens dieses Gartenflüchtlings angesehen werden.